# Buskia pilosa
Buskia pilosa är en mossdjursart som först beskrevs av Harmer 1915.  Buskia pilosa ingår i släktet Buskia och familjen Buskiidae. Inga underarter finns listade i Catalogue of Life.